# Субкультура
Субкульту́ра  (от лат. sub — «под» и cultura — «культура»), также подкульту́ра — термин в социологии, антропологии и культурологии,  обозначающий часть культуры общества, отличающуюся своим поведением от преобладающего большинства. Субкультура может отличаться от доминирующей культуры собственной системой ценностей, языком, манерой поведения, одеждой и другими аспектами. Различают субкультуры, формирующиеся на национальной, демографической, профессиональной, географической и других основах. В частности, субкультуры образуются этническими общностями, отличающимися своим диалектом от языковой нормы. Другим известным примером являются молодёжные субкультуры.

## История термина

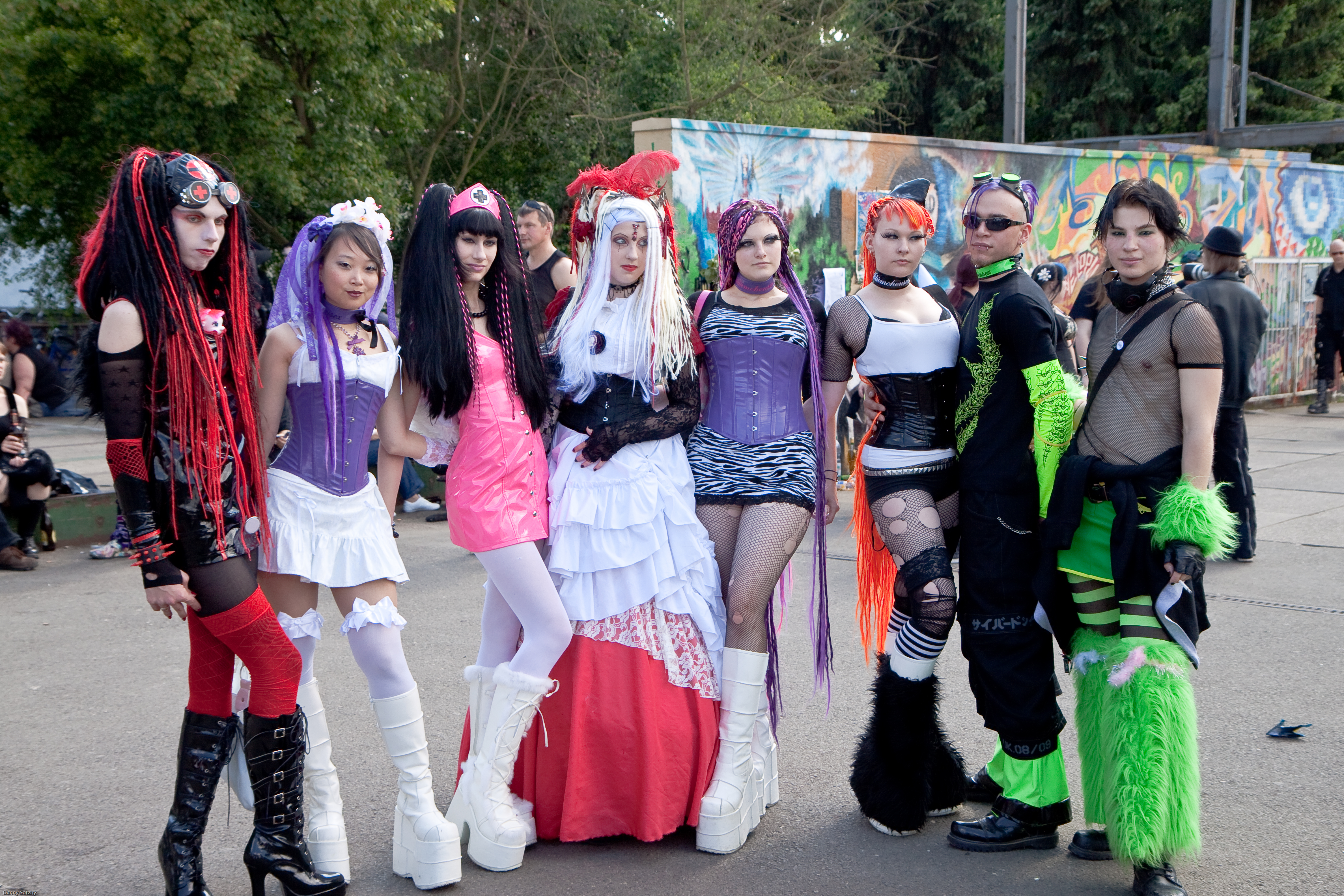
Кибер-готы

В 1950 году американский социолог Дэвид Рисмен в своих исследованиях вывел понятие субкультуры как группы людей, преднамеренно избирающих стиль и ценности, предпочитаемые меньшинством. Более тщательный анализ явления и понятия субкультуры провёл британский социолог и медиавед Дик Хэбдидж в своей книге «Субкультура: значение стиля». По его мнению, субкультуры привлекают людей со схожими вкусами, которых не удовлетворяют общепринятые стандарты и ценности.
Французский социолог Мишель Мафессоли в своих трудах использовал понятие «городские племена» для обозначения молодёжных субкультур. Российский орнитолог Виктор Дольник в книге «Непослушное дитя биосферы» использовал понятие «клубы».
В СССР для обозначения членов молодёжных субкультур использовался термин «неформальные объединения молодёжи», отсюда разговорное слово «неформалы». Иногда для обозначения субкультурного сообщества используется жаргонное слово «тусовка».

### Фэндом и возникновение субкультур

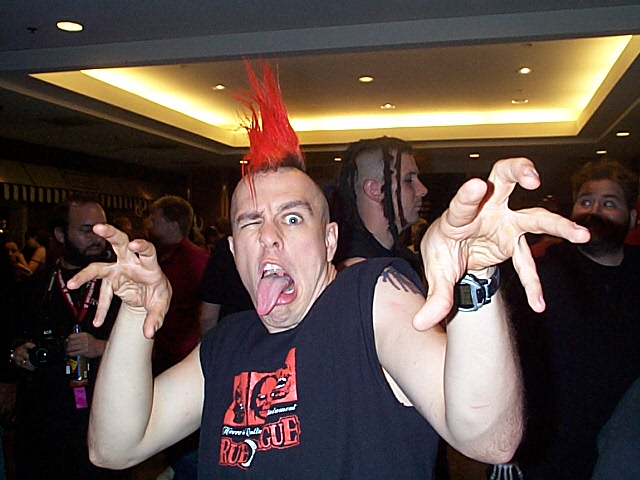
Панк с причёской «ирокез». Вызывающий образ молодёжных субкультур — одновременно выражение протеста и «униформа», позволяющая узнавать своих

Фэндом (англ. fandom — «фанатство») — сообщество поклонников, как правило, определённого предмета (писателя, исполнителя, стиля). Фэндом может иметь определённые черты единой культуры, такие как «тусовочный» юмор и сленг, схожие интересы за пределами фэндома, свои издания и сайты. По некоторым признакам фанатство и различные увлечения могут приобретать черты субкультуры. Так, например, произошло с панк-роком, готической музыкой и многими другими интересами. Однако большинство фэндомов и хобби не образуют субкультур, будучи сосредоточены только вокруг предмета своего интереса.
Если фанатство чаще всего связано с отдельными личностями (музыкальные группы, музыкальные исполнители, известные художники), которых фанаты считают своими кумирами, то субкультура не зависит от явных или символических лидеров, и на смену одному идеологу приходит другой. Сообщества людей с общим хобби (геймеры, хакеры) могут образовывать устойчивый фэндом, но при этом не иметь признаков субкультуры (общего образа, мировоззрения, единых вкусов во многих сферах).
Субкультуры могут в своей основе содержать различные интересы, от музыкальных стилей и направлений искусства до политических убеждений и сексуальных предпочтений. Какая-то часть молодёжных субкультур произошла от различных фэндомов. Другие субкультуры, например, уголовная, происходящая вследствие конфликта основной культуры и лиц, преступивших закон, образуются на иной основе.
Чаще всего субкультуры носят замкнутый характер и стремятся к изоляции от массовой культуры. Это вызвано как происхождением субкультур (замкнутые сообщества по интересам), так и стремлением отделиться от основной культуры, противопоставить её субкультуре. Входя в конфликт с основной культурой, субкультуры могут носить агрессивный и иногда даже экстремистский характер. Такие движения, вступающие в конфликт с ценностями традиционной культуры, называют «контркультурой». В молодёжных субкультурах характерен как протест, так и эскапизм (бегство от реальности), что является одной из фаз самоопределения.

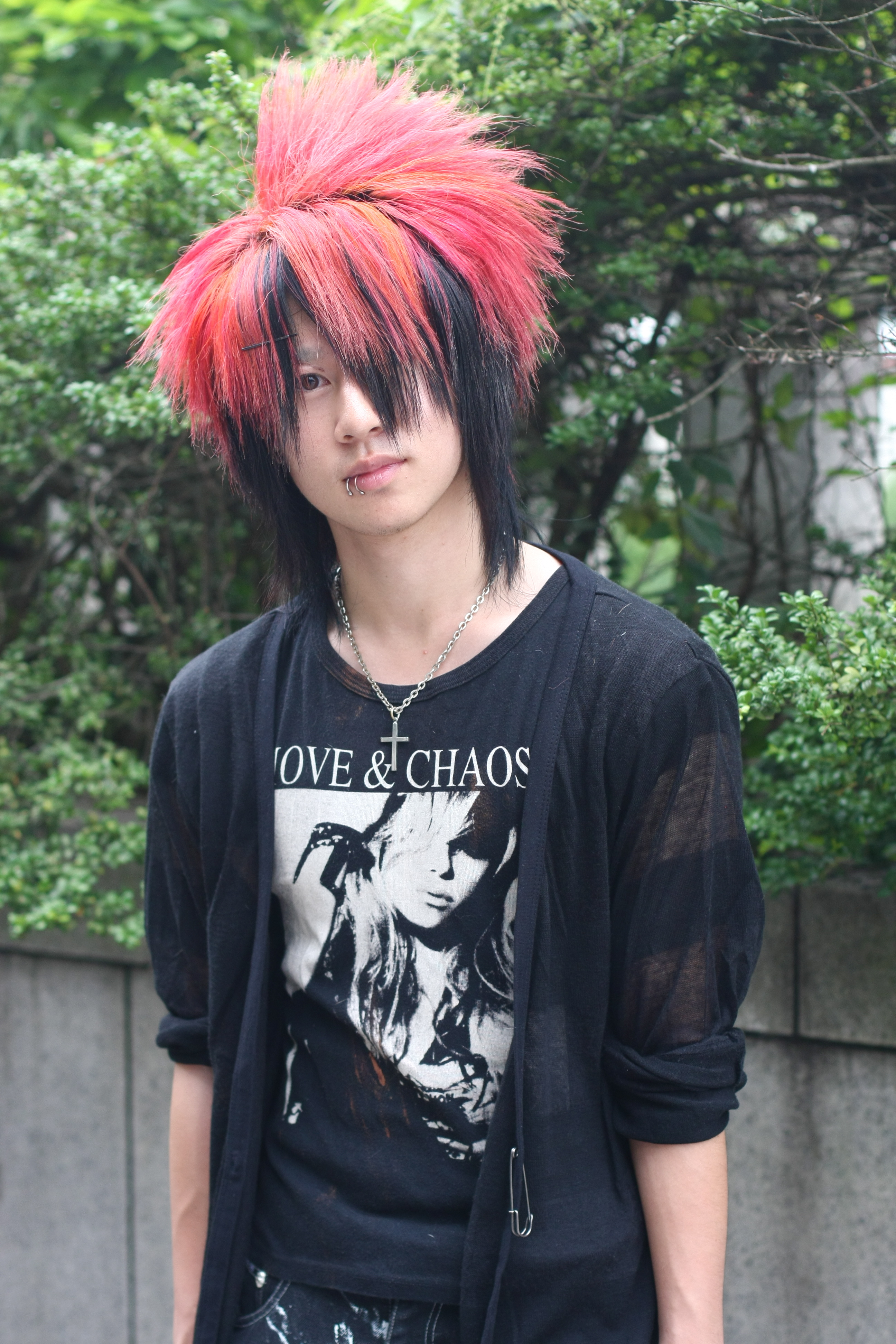
Для поклонников visual kei имидж — один из важнейших элементов

Анх — традиционный символ готов

Развиваясь, субкультуры вырабатывают единый стиль одежды (образ), язык (жаргон, сленг), атрибутику (символику), также общее мировоззрение для своих членов. Характерный образ и манера поведения является маркером, отделяющим «своих» (представителей субкультуры) от посторонних людей. В этом проявляется сходство новых субкультур XX века и традиционных народных культур. Поэтому методы изучения субкультур схожи с методами изучения культур традиционных. А именно, это историко-лингвистический анализ, анализ предметов культуры и мифо-поэтический анализ.
Стиль одежды для представителя субкультуры — в первую очередь демонстрация всем своим видом убеждений и ценностей, пропагандируемых субкультурой. Наиболее известный пример — денди XIX века. Со временем отдельные элементы и целые стили одежды вливаются в общую культуру. Например, высокие ботинки Dr. Martens, первоначально популярные среди скинхедов, давно уже стали общепринятыми у многих неформалов, а стили одежды «готическая лолита» и «готический аристократ» уже не только элемент субкультуры готов, но также элемент японской моды.
У представителей субкультур со временем вырабатывается свой язык. Частично он наследуется от субкультуры прародителя, частично вырабатывается самостоятельно. Многие элементы сленга — неологизмы.
С культурологической точки зрения символ и символизм являются определяющими в описании той или иной культуры и культурного произведения. Символы субкультур — это с одной стороны самоопределение субкультуры среди множества других культур, с другой стороны связь с культурным наследием прошлого. Например, знак анкха в субкультуре готов — это с одной стороны символ вечной жизни, как наследие Египта, с другой — символ, самоопределяющий культуру в настоящее время.

## Примеры субкультур

### Музыкальные субкультуры
Одной из самых ярких и известных субкультурных общностей являются молодёжные движения, связанные с определёнными жанрами музыки. Образ музыкальных субкультур формируется во многом в подражании сценическому образу популярных в данной субкультуре исполнителей.
Одной из первых музыкально-молодёжных субкультур современности были хиппи, молодёжное движение пацифистов и поклонников рок-музыки. Многое из их образа (в частности, мода на длинные волосы) и мировоззрения перекочевало в другие субкультуры. Связана с хиппи субкультура битников. На Ямайке возникло религиозно-музыкальное движение растафари (растаманы), которое, помимо музыки регги и специфического образа, обладало определённой идеологией. В частности, среди убеждений растаманов — пацифизм и легализация марихуаны.
В 1970—80-е годы вслед за новыми жанрами в рок-музыке сформировались металлисты и панки. Первые культивировали личностную свободу и независимость. Последние же обладали ярко выраженной либо аполитической позицией либо же, ярко выраженной политической позицией, для политизированного панк-рока девизом является идеализированная анархия (но не всегда). С появлением готик-рока, в 1980-е годы появилась готическая субкультура. Характерные её черты — мрачность, культ меланхолии, эстетика фильмов ужасов и готических романов. В Нью-Йорке, благодаря эмигрантам с Ямайки, появилась хип-хоп-культура со своей музыкой, внешностью и образом жизни.
В 1990-е и 2000-е годы распространёнными молодёжными субкультурами стали эмо-киды и киберготы. Субкультура эмо одна из самых молодых (многие из её представителей — несовершеннолетние), она пропагандирует яркие чувства и выразительность эмоций. Киберы, как ответвление индастриал-рока, увлечены идеями скорого техногенного апокалипсиса.

### Арт-субкультуры
Большинство молодёжных субкультур, не связанных с музыкальными жанрами, произошли из увлечений определённым видом искусства или хобби, как например, граффити.

### Интернет-сообщество и интернет-культуры
С середины 1990-х годов, с распространением повсеместно Интернет-технологий, стали появляться интерактивные субкультуры. Самой первой можно считать Фидо-сообщество.  Иногда хакеров относят к субкультуре.
На сегодняшний день складываются все предпосылки для формирования отдельной информационной субкультуры субъектов интернет-отношений. Она может быть представлена как часть правовой культуры информационного общества, которая характеризуется уровнем правосознания, правопорядка и законности во всех сферах общественной жизни, в том числе в информационной сфере, включая киберпространство. Учёный И.М. Рассолов в своих работах отмечает, что информационную субкультуру  можно рассматривать, с одной стороны, как процесс информационной деятельности, а с другой - как совокупность предметов и результатов такой деятельности людей нa протяжении всего существования информационного общества.

### Индустриальные и спортивные субкультуры
В начале XX века с романтизацией городского образа жизни и неспособности части молодёжи жить вне города возникают индустриальные (городские) субкультуры. Часть индустриальных субкультур вышли из фанатов музыки индастриал, но наибольшее влияние на эти субкультуры оказали компьютерные игры (к примеру, Fallout).
К популярным спортивным субкультурам можно отнести:
- Субкультура футбола и околофутбола — футбольные клубы, футбольные фанаты и чирлидинг
- Спортсменов, или «качко́в», включающих в себя увлечённых и практикующих фанатов силовых и боевых видов спорта (культуризм, пауэрлифтинг, воркаут, различные боевые искусства и прочее). В позднем СССР и России первой половине 1990-х «спортсмены» использовались прополитическими движениями в борьбе с «неформалами», были известны как «люберы». В дальнейшем, оставшись не у дел, использовались криминальным миром как пушечное мясо в криминальных войнах, запомнившихся в фольклоре 1990-х как «братва», «быки», «гопники» в спортивных костюмах.

### Контркультуры
Старейшей является контркультура преступного мира. Её появление было вызвано естественным обособлением лиц, нарушающих закон (ссылки в отдалённые места, тюремное заключение, «сходки») от основной культуры. В результате этого образовалась очень жёсткая субкультура с чёткой иерархической лестницей и своими законами. В разных странах эта субкультура имеет свои отличительные особенности.
В России после 1990-х годов многие элементы этой субкультуры проникли в массовую культуру: элементы блатного жаргона, блатная песня и татуировки. Часто гопников относят к представителям уголовной субкультуры. Однако сами гопники («хулиганы»), не выделяют себя как особую субкультуру, и данное определение можно считать номинальным.
Ещё один яркий пример контркультуры — радикальная часть субкультуры скинхедов. Зародившись как музыкальная, эта субкультура долгое время была связана с музыкой регги и ска, но впоследствии часть скинхедов примкнула к радикальным политическим течениям. Не следует путать саму субкультуру, которая в общем аполитична (таковы, например, традиционные скинхеды) и радикальную часть субкультуры (контркультуру), которая связана с неонацистами, антикоммунистами, либо левыми политическими убеждениями.

### Мильё
Одним из видов субкультур можно считать мильё (фр. milieu – «окружение, обстановка») – совокупность условий жизни человека и бытовая социальная среда определённой социальной группы или социального слоя. Социологи описывают мильё как группы людей, характеризующихся особыми признаками поведения, культуры, одежды и прочее. Образ жизни, ценности и поведенческие нормы в мильё складываются в процессе социализации человека.

### Религиозные субкультуры
К субкультурам также иногда относят приверженцев религиозных верований, несвойственных или/и неприемлемых для культуры данного общества, например, различные сектанты, кришнаиты, неоязычники, сатанисты

## Взаимоотношения субкультур
Субкультуры, как культурное явление, возникли не в культурном вакууме, а в культурно насыщенной среде. Общество XX века перенасыщено различными идеями, философскими течениями и другими культурологическими элементами. Поэтому нельзя говорить, что субкультуры изолированы и антагонистичны масс-культуре, они имеют сложные отношения, как с масс-культурой, так и с другими субкультурами.

### Генетические связи субкультур
Родственные связи между культурами позволяют проследить движение народов, изменения языка и технологическое развитие человека. Родственные связи между субкультурами также помогают следить за изменением взглядов и развитием в XX веке. Пожалуй, самым ярким примером родственных субкультур является панк-субкультура и её потомки — готы.

### Конфликты
Между некоторыми видами субкультур существует антагонизм. Это касается музыкальных субкультур и конфликтов на основе разных музыкальных вкусов. Например, рокеры и рэперы.